# Hoge Mouw
Het Provinciaal Domein Hoge Mouw is een natuur- en recreatiegebied ten zuidwesten van de Antwerpse plaats Kasterlee, gelegen nabij Lichtaartsebaan 45.
Het is een bos- stuifzandgebied dat deel uitmaakt van de Kempense Heuvelrug. Het zandduin Hoge Mouw is 35 meter hoog. Op de top bevindt zich het kunstwerk: A giant sculpture door Gijs Van Vaerenbergh. Een andere hoogte is de Kabouterberg.
In het bos zijn diverse speelterreinen en wandelpaden aangelegd.